# Яснополянське
Яснополя́нське (крим. Yasnopolânske) — село Джанкойського району Автономної Республіки Крим. Населення становить 1 177 осіб. Орган місцевого самоврядування — Яснополянська сільська рада. Розташоване на півночі району.

## Географія
Яснополянське — село на півночі району, в Присивашському степу, висота над рівнем моря — 12 м. Найближчі села: Рюмшине за 2,5 кілометри на північний захід, Володине за 4 кілометри на захід і Зелений Яр за 4 кілометри на південь. Відстань до райцентру — близько 28 кілометрів, найближча залізнична станція — Солоне Озеро — близько 12 км.

## Історія
Єврейська переселенська ділянка № 22 була заснована близько 1929 року на території Тереклинської сільради . Незабаром після початку Німецько-радянської війни частина єврейського населення Криму була евакуйована, з решти під окупацією більшість розстріляні. Після звільнення Криму від німців в квітні 12 серпня 1944 року було прийнято постанову № ГОКО-6372с «Про переселення колгоспників в райони Криму» та у вересні 1944 року в район приїхали перші новосели (27 сімей) з Кам'янець-Подільської та Київської областей, а на початку 1950-х років пішла друга хвиля переселенців з різних областей України.
Указом Президії Верховної Ради Російської РФСР від 18 травня 1948 року, колишню переселенську ділянку № 22 перейменували в Яснополянське. Село входило до складу Цілинної сільради, з 1975 року — центр Яснополянського сільради .